# Kanina (Albanien)
Kanina (albanisch auch Kaninë) ist ein Dorf im Qark Vlora (Kreis Vlora) im Süden von Albanien.

## Geographie
Das Dorf liegt etwa sechs Kilometer südöstlich des Zentrums der Hafenstadt Vlora auf einem Hügel, der zu den nördlichen Ausläufern des Ceraunischen Gebirges gehört. Auf einer 383 m ü. A. hohen Hügelkuppe befinden sich die Reste einer alten Festung. Das Dorf erstreckt sich rund um die Burganlage und entlang des Hügelkamms nach Süden. Von Kanina hat man eine gute Aussicht über die Bucht von Vlora, die zwei Kilometer im Westen beginnt, wo sich die Strände von Vlora ausdehnen.

## Geschichte

### Antike
Die Besiedlung erfolgte im 4. Jahrhundert v. Chr., als die Illyrer eine kleine Festung anlegten. Im 4. Jahrhundert n. Chr. wurde der Ort wegen der Barbareneinfälle in die Balkanprovinzen des Römischen Reiches erneut befestigt. Kaiser Justinian ließ die Befestigungen weiter ausbauen, in deren Schutz nun eine kleine städtische Siedlung entstand. Wohl zur Zeit der Bulgarenherrschaft im 10. Jahrhundert wurde Kanina Sitz eines Bischofs, der dem Metropoliten von Ohrid unterstand.

### Mittelalter
Als Folge einer Eroberung des Orts durch die Normannen im Jahr 1081 verlagerte sich der Handelsort nach Vlora, während Kanina weiterhin als militärischer Standort Bedeutung hatte.
Im späten Mittelalter blieb der Ort weiter von strategischer Bedeutung. Die Despoten von Epirus unterhielten eine Garnison in Kanina. In der zweiten Hälfte des 13. Jahrhunderts wurde Kanina als Mitgift der Helena Angelina Dukaina aus der Familie der Angeloi an ihren Gatten, dem Stauferkönig Manfred von Sizilien übergeben. Dieser überließ es einem seiner Vasallen, Philipp Chinard (* um 1205; † 1266), zur Verwaltung.

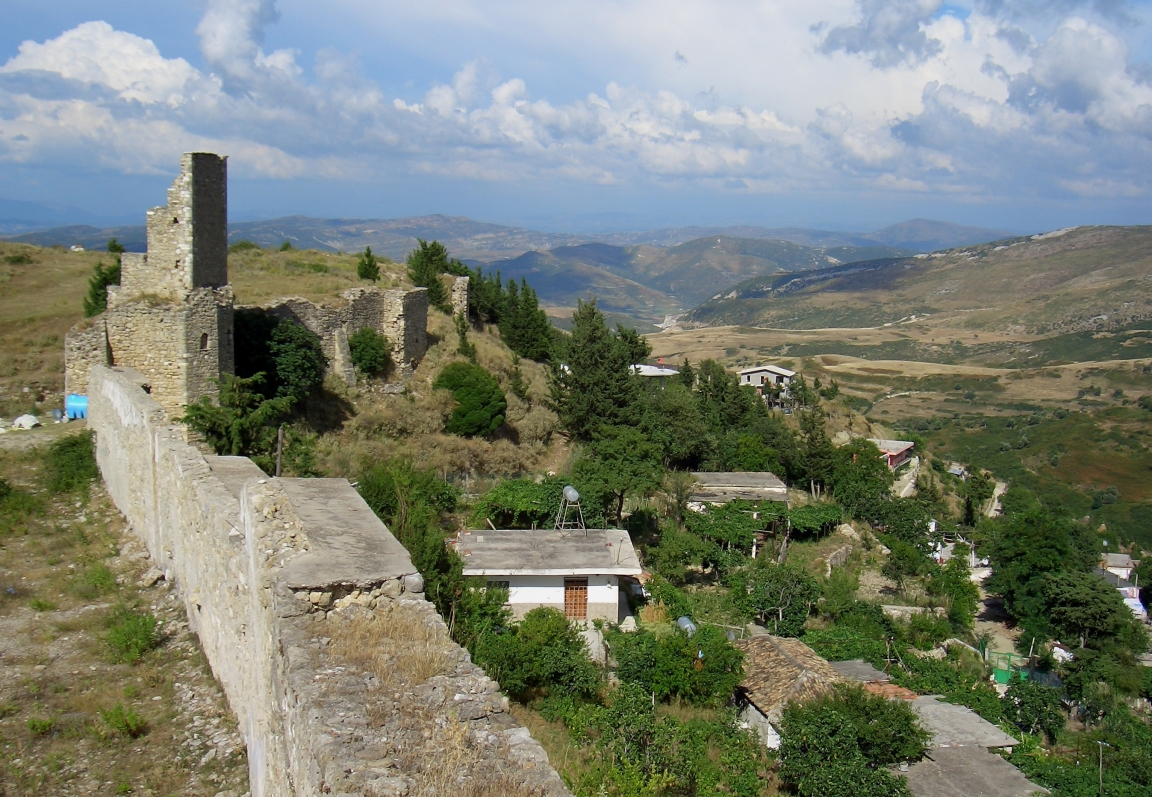
Ansicht der Burg

Von 1270 bis 1330 diente die Burg von Kanina mehrfach als Residenz der Statthalter, die die angevinischen Besitzungen in Albanien verwalteten. Ab dem 21. Februar 1272 gehörte Kanina zu dem von Karl von Anjou gegründeten Regnum Albaniae. Kastellan war Giacomo Baliniano „[…] Iacobi de Baliniano castellani castri nostri Canine et Avallone […]“ In einem königlichen Dokument vom 11. April 1273 wird Giacomo Baliniano als Kastellan von Vallona und Kanina genannt, als er von Karl von Anjou 200 Salme generale Weizen für die Befestigung von Kanina erhielt. Danach bildete sie für einige Jahrzehnte das Zentrum eines kleinen Fürstentums, das nacheinander Vasall der epirotischen Fürsten, des serbischen Zaren und der Venezianer war. Die Fürsten waren Angehörige der Familie Strazimir, einer Nebenlinie des bulgarischen Königshauses Assen. Die epirotischen Fürsten, ebenso wie die Anjou und die Strazimirs, warben viele ihrer Soldaten unter den Albanern, die sich deshalb im 13. und 14. Jahrhundert in großer Zahl in der Gegend ansiedelten und bald die Bevölkerungsmehrheit bildeten.

### Osmanische Periode

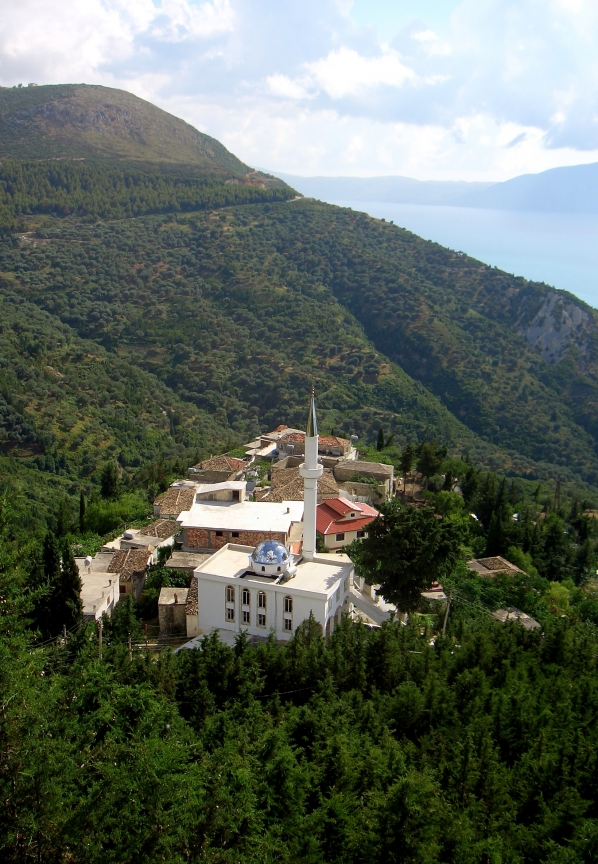
Die neue Moschee des Ortes

1417 eroberten die Osmanen Kanina und gliederten es in ihr Reich ein. Ruđina Balšić, die letzte Fürstin von Kanina ging nach Korfu ins Exil. Der Ort wurde wie viele andere albanische Städte verwüstet und zählte 1431 nur noch 216 Häuser. Noch lange Zeit war die Burg zum Schutz des Hafens von Vlora militärisch von Bedeutung. Als der türkische Reisende Evliya Çelebi 1670 nach Kanina kam, fand er die Festung noch in gutem Zustand und mit einer Garnison von 400 Mann versehen. Er zählte 300 Häuser im Ort, dazu 20 in der Zitadelle und erwähnte die von Osmanen errichtete Moschee sowie die nahe gelegene Tekke. Ekrem Bey Vlora schreibt in seinen Lebenserinnerungen, dass seine Familie im Schloß von Kaninë wie im Schlaraffenland gelebt habe – mit 200 bis 300 Bediensteten. 1820 sei die Familie in ein großes Anwesen in Vlora gezogen.

### Neuzeit
Als der englische Maler Edward Lear Kanina 1848 besuchte, lag die Festung in Trümmern. Ende des 19. Jahrhunderts entwickelte sich Kanina zur Sommerfrische der wohlhabenden Bürger von Vlora, die sich hier Landhäuser errichten ließen. In der kommunistischen Zeit (bis 1990) war der Ort ein ruhiges Bauerndorf. In der Gegenwart wird Kanina wegen seiner Aussicht auf die Bucht von Vlora häufig von Touristen besucht, die an der nahe gelegenen Küste Urlaub machen. Das Areal der Burg wurde mehrfach für Theateraufführungen und Fernsehshows genutzt.

## Persönlichkeiten
- Donika Kastrioti (1428–1505/06), albanische Fürstin, Ehegattin Skanderbegs und enge Vertraute der Königsfamilie in Neapel